# コト消費
コト消費（コトしょうひ、英語: experiential consumption、英語: intangible goods consumption）とは、一般的な物品を購入する「モノ消費」に対し、「事」（やる事・する事、出来事＝出来る事）つまり「体験」にお金を使う消費行為のことで、特に非日常的（アクティブ）な体験が伴う経済活動を指す。2000年代前半頃から使われるようになり、その背景として大半の人が日常生活に必要なモノを既に所有しており、インターネットの普及などによって価値観が多様化・細分化したことから「物欲より心の充実を満たしたい」という欲求の現れとされる。
古くからあるものとして自己研鑽のための「習い事」などもコト消費と認識され、キッザニア東京での子供による疑似職場体験やワークショップなども含まれる。
また、例えば自動車を購入（モノ消費）後、ドライブに出かける（コト消費）など、モノ消費に連動する場合もある。
さらに、体験ギフトのように譲渡されるものもある。

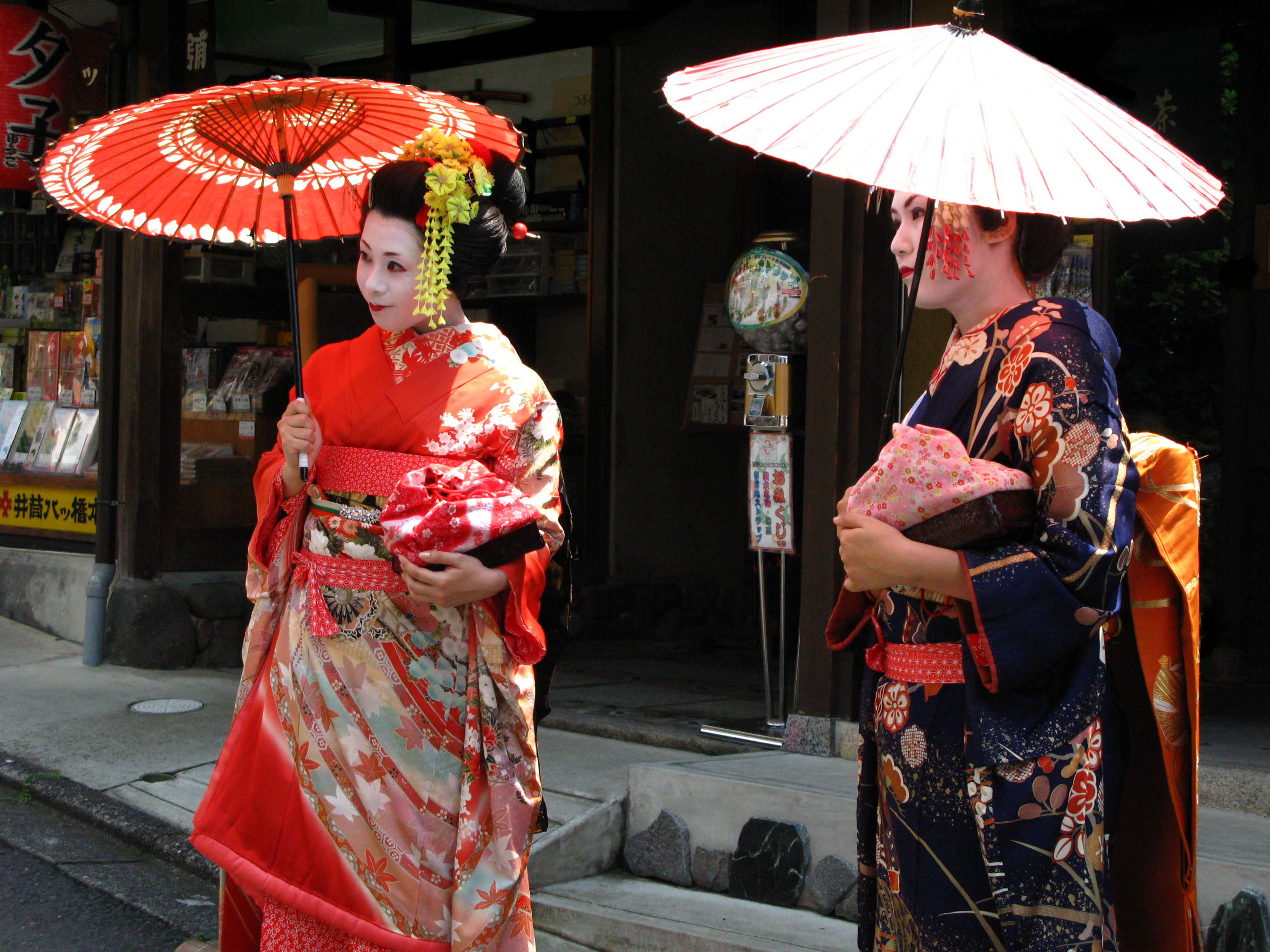
舞子体験は人気の京都観光

コト消費の実態経済が反映される顕著な事例として、旅行が上げられる。観光農園での収穫や観光牧場での乗馬などにはじまり、社寺参拝ツアーの日程の中に座禅や写経がオプションとして組み込まれていたり、温泉入浴を目的とすることは以前からあったが、物見遊山と土産物購入だけでなく、実体験を主たる目的とする体験型ツアーが増えている（例えばマラソン大会参加やインストラクターが付くヨガツアーなど）。従来の民宿が宿泊と食事を提供するだけに対し、農家民宿は農作業や収穫そして調理も宿泊者が行うという体験のコト消費を提供する違いがある。
体験型観光は訪日外国人旅行者の嗜好・動向にも表れている。通り一遍の観光地を訪ね歩いた欧米人や中国人・アジア人による日本旅行のリピーターは日本文化を体験すること（和装のコスプレのようなサブカルも含め）を希望するようになっており、インバウンド消費にとって大きな存在となりつつある。
行政もコト消費の可能性を鑑み、経済産業省が「コト消費空間づくり分担金」を供出、観光庁も体験型観光コンテンツのモデル事業を選定している。